# مقاطعة كوسكوغي (أوكلاهوما)
مقاطعة كوسكوغي (بالإنجليزية: Muskogee County)‏ هي إحدى مقاطعات ولاية أوكلاهوما في الولايات المتحدة الأمريكية.